# Relations entre la Biélorussie et le Danemark
Les relations entre la Biélorussie et le Danemark sont établies le 14 janvier 1992, après que le Danemark (au même titre que la Norvège) ait reconnu l'indépendance du Belarus vis-à-vis de l'URSS. La Biélorussie est représentée au Danemark par le biais de son ambassade à Stockholm en Suède tandis que le Danemark est représenté en Biélorussie par le biais de son ambassade à Moscou en Russie. Les deux pays sont membres de l'Organisation pour la sécurité et la coopération en Europe et le Danemark est membre du Conseil de l'Europe tandis que le Belarus est un candidat officiel. Entre 1990 et 2003, le gouvernement danois a fait un don de 108 millions de couronnes danoises d'aide au développement aux autorités biélorusses.

## Relations économiques
En 2008, les échanges commerciaux bilatéraux s'élevaient à 116 millions de dollars (contre 118 millions l'année suivante). Le montant des exportations biélorusses vers le Danemark s'élève à 19 millions de dollars. Le Danemark a par ailleurs investi dans 21 entreprises biélorusses.